# Károly Huszár
Károly Huszár (Nußdorf am Attersee, 10 settembre 1882 – Budapest, 29 ottobre 1941) è stato un politico ungherese che ricoprì la carica di primo ministro e presidente ad interim per un breve periodo dal 1919 al 1920.